# Quell'idiota di nostro fratello
Quell'idiota di nostro fratello (Our Idiot Brother) è un film del 2011 diretto da Jesse Peretz.
Film commedia drammatica statunitense con protagonisti Paul Rudd, Elizabeth Banks, Zooey Deschanel e Emily Mortimer.

## Trama
Ned Rochlin è un agricoltore biodinamico che vive con la sua fidanzata Janet in una casa con una fattoria e il loro cane Obi-Wan. Un giorno viene arrestato per aver venduto della marijuana ad un poliziotto. Quando viene rilasciato, Ned torna alla fattoria ma viene respinto dalla sua compagna che vive lì con un altro uomo, Billy. Non avendo più una dimora in cui vivere, Ned decide di riallacciare i contatti con la famiglia e, in particolare, con le tre sorelle che incontra nuovamente in occasione di una cena a casa della madre. Le sue sorelle sono: Miranda, giornalista di Vanity Fair, segretamente innamorata di Jeremy, suo vicino di casa; Natalie, una ragazza bisessuale che vive con la fidanzata Cindy; Liz, sposata con Dylan (regista di documentari) che da tempo non le dà più attenzioni, e madre del piccolo River, che non la sopporta a causa della sua opprimenza.
In successione, Ned andrà a vivere nelle case delle tre sorelle creando a tutte non pochi problemi, perché non è in grado di mentire ed è troppo ingenuo.
Dapprima si trasferisce a casa di Liz, che accetta a condizione che lui aiuti in casa e Dylan a preparare il suo nuovo documentario su Tatiana, una ballerina russa. Miranda chiede a Ned di accompagnarla in auto poiché deve intervistare Lady Arabella, una cliente importante, ma l'intervista va a monte poiché Ned inizia a parlare ininterrottamente con la signora acquisendo della simpatia. Quella sera, Ned e Natalie escono insieme ed incontrano Christian, segretamente innamorato di lei. Natalie lo respinge ma poi cede alle sue avances e consumano un rapporto sessuale.
Una sera, Ned va a lavorare con Dylan, ma il cognato lo invita a restare a guardare l'auto per concedersi un'intervista privata con Tatiana ma l'arrivo di un poliziotto costringe Ned ad entrare per chiedere a Dylan a prendere le chiavi dell'auto ma salendo, scopre Dylan nudo con Tatiana; i due infatti sono amanti ma Dylan si giustifica a Ned decidendo di essersi spogliato per rendere Tatiana più "confortevole". Dopo aver passato una serata con Miranda e Lady Arabella, Ned viene cacciato da casa di Liz per aver detto al figlio di aver venduto farmaci ad un poliziotto, cosa che il bambino ha detto ad un intervistatore durante un importante colloquio scolastico.
Si trasferisce così da Miranda, e cerca intanto di riprendersi il fienile o il cane (a cui Ned è legatissimo), ma Janet glielo impedisce e perciò chiede aiuto a Cindy (che fa l'avvocato) mentre Miranda riesce ad uscire con Jeremy, ma questo non sembra interessato molto a lei. Intanto Natalie scopre di essere incinta mentre lei con Miranda raccontano a Liz della relazione extraconiugale del marito, provocando una furiosa lite tra le sorelle e il divorzio tra Liz e Dylan.
Il giorno dopo, Miranda deve completare l'articolo sull'intervista di Lady Arabella; dato che Ned aveva partecipato all'intervista ed essere venuto a conoscenza su fatti segreti del passato della donna, dovrebbe firmare l'articolo ma si rifiuta e perciò la società non fa pubblicare l'articolo. Perciò Miranda caccia di casa Ned che va a vivere da Natalie. Una sera, lui e Cindy tornano alla fattoria per rubare il suo cane, Obi-Wan, lui le confessa la verità sulla gravidanza di Natalie provocando così la sua rabbia, svegliando anche Janet che riesce a tenersi il cane mentre Cindy fugge ma Ned resta indietro.
Ned va a casa per una cena di famiglia ma lui, per la prima volta, sfoga la sua rabbia sulle sue sorelle per il loro egoismo. Il suo agente di custodia, Omar, dice che dovrebbe tornare in carcere per aver fumato marijuana con un vicino e lo arresta. Miranda usa i soldi di Ned per pagare la cauzione ma si rifiuta di firmare il verbale di rilascio, preferendo che resti in carcere che in famiglia. Tuttavia, decidono di riprendersi il cane Obi-Wan per poter far uscire Ned. Janet rifiuta ma il suo fidanzato Billy, ormai stufo della ragazza, la lascia portando con sé il cane e lo portano in prigione dove si riunisce a Ned, motivandolo a lasciare la prigione.
In seguito alla scarcerazione di Ned, la vita della famiglia migliora: Miranda si fidanza con Jeremy mentre Natalie e Cindy si riavvicinano, mentre Liz, superato il tradimento, riesce ad essere una madre meno rigida e lasciare il figlio più libero. Così le sorelle si rilegano a Ned, il quale ha aperto un negozio con Billy con roba fatta in casa.
Un giorno, Ned non trova Obi-Wan e così parte per cercarlo; lo ritrova mentre gioca con un altro cane, principessa Leila, scappato anch'esso dalla sua proprietaria. Arriva la proprietaria con cui Ned inizia a parlare e si sorridono.

## Produzione
La sceneggiatura, curata da Evgenia Peretz e David Schisgall, si basa su una storia di Jesse e Evgenia Peretz e racconta la vicenda di un uomo idealista che dopo aver perso la casa e il lavoro, si intromette nella vita delle tre sorelle complicandola ulteriormente.
Il film è stato coprodotto da Anthony Bregman, Peter Saraf e Marc Turtletaub.

## Distribuzione
Presentato in anteprima al Sundance Film Festival 2011, è uscito nelle sale cinematografiche statunitensi il 26 agosto 2011. In Italia è uscito il 4 luglio 2012 a cura della Videa.

### Edizione italiana
Nella versione originale del film il cane di Ned si chiama Willie Nelson, mentre in quella italiana è stato cambiato in Obi-Wan. Di conseguenza, anche il nome della cagnolina che incontrano nel finale è stato cambiato dall'originale Dolly Parton a Leila.

## Accoglienza
Il film ha ricevuto critiche generalmente positive con un rating del 68% su Rotten Tomatoes.